# Ourapteryx sulfurea
Ourapteryx sulfurea är en fjärilsart som beskrevs av Karl Schawerda 1934. Ourapteryx sulfurea ingår i släktet Ourapteryx och familjen mätare. Inga underarter finns listade i Catalogue of Life.